# Nati nel 1909/Aprile
| Questa pagina contiene informazioni ricavate automaticamente dalle voci biografiche con l'ausilio del template Bio e di un bot. L'aggiornamento è periodico e automatico e ricostruisce completamente la pagina. Se manca una persona in questa lista, sei pregato di non aggiungerla, ma accertati piuttosto che la sua voce biografica contenga il template Bio e che i dati anagrafici siano correttamente compilati. Se il template Bio manca, inseriscilo tu stesso o, in alternativa, metti l'avviso {{tmp\|Bio}} che ne segnala la mancanza. Se i dati riportati sono sbagliati, correggi direttamente la voce biografica; le modifiche saranno visibili in questa lista entro pochi giorni. Per chiarimenti vedi il progetto biografie. La lista contiene solo le 139 persone che sono citate nell'enciclopedia e per le quali è stato implementato correttamente il template Bio. Pagina aggiornata al 18 ago 2025. |

- 1º aprile - Abner Biberman, regista e attore statunitense († 1977)
- 1º aprile - Bruno Cresci, calciatore italiano
- 1º aprile - Eddie Duchin, pianista e direttore d'orchestra statunitense († 1951)
- 1º aprile - Alfio Gagliardi, calciatore italiano († 1991)
- 1º aprile - Bill Whitehouse, pilota automobilistico britannico († 1957)
- 2 aprile - Alfred Büchi, ciclista su strada svizzero
- 2 aprile - Manuel Olivares, calciatore e allenatore di calcio spagnolo († 1976)
- 3 aprile - Marino Piazza, cantastorie italiano († 1993)
- 3 aprile - Francesco Putti, presbitero, scrittore e editore italiano († 1984)
- 4 aprile - Bobby Connelly, attore statunitense († 1922)
- 4 aprile - Leone Ginzburg, letterato e antifascista italiano († 1944)
- 5 aprile - Baba Bedi XVI, mistico indiano († 1993)
- 5 aprile - Albert R. Broccoli, produttore cinematografico statunitense († 1996)
- 5 aprile - E. Lloyd Du Brul, anatomista statunitense († 1996)
- 5 aprile - Ernst Engelberg, storico tedesco († 2010)
- 5 aprile - Laurence Feininger, musicologo e presbitero tedesco († 1976)
- 5 aprile - Giacomo Gentilomo, regista cinematografico e sceneggiatore italiano († 2001)
- 5 aprile - Károly Sós, calciatore e allenatore di calcio ungherese († 1991)
- 6 aprile - Estella Agsteribbe, ginnasta olandese († 1943)
- 6 aprile - Basil Hamilton-Temple-Blackwood, IV marchese di Dufferin e Ava, politico e ufficiale inglese († 1945)
- 6 aprile - Maria Luisa Belleli, francesista, traduttrice e poetessa italiana († 1992)
- 6 aprile - William M. Branham, predicatore statunitense († 1965)
- 6 aprile - Hermann Lang, pilota motociclistico e pilota automobilistico tedesco († 1987)
- 6 aprile - Karel Pekelharing, ballerino e partigiano olandese († 1944)
- 6 aprile - Phoumi Vongvichit, politico, patriota e rivoluzionario laotiano († 1994)
- 6 aprile - László Willinger, fotografo ungherese († 1989)
- 7 aprile - Robert Charroux, scrittore, saggista e pseudoscienziato francese († 1978)
- 7 aprile - Efrem Reatto, militare italiano († 1936)
- 8 aprile - Mathieu André, calciatore francese († 1979)
- 8 aprile - John Fante, scrittore e sceneggiatore statunitense († 1983)
- 8 aprile - James Hampton, artista statunitense († 1964)
- 8 aprile - Štefan Králik, drammaturgo slovacco († 1983)
- 9 aprile - William Dodgin, Sr., allenatore di calcio e calciatore inglese († 1999)
- 9 aprile - Domenico Enrici, arcivescovo cattolico e diplomatico italiano († 1997)
- 9 aprile - Luigi Gatti, attore italiano († 1977)
- 9 aprile - Fay Helm, attrice statunitense († 2003)
- 9 aprile - Robert Helpmann, ballerino, attore e coreografo australiano († 1986)
- 9 aprile - Shigeharu Murata, aviatore e militare giapponese († 1942)
- 9 aprile - Armando Silvestri, scrittore di fantascienza e giornalista italiano († 1990)
- 9 aprile - Giacomo Vender, presbitero, militare e partigiano italiano († 1974)
- 10 aprile - Louis Giddings, archeologo statunitense († 1964)
- 10 aprile - Clarke Hinkle, giocatore di football americano statunitense († 1988)
- 11 aprile - Massimo Alberini, giornalista e scrittore italiano († 2000)
- 11 aprile - Werner Braune, militare e agente segreto tedesco († 1951)
- 11 aprile - Biri, paroliera italiana († 1983)
- 11 aprile - Pasquale Parodi, allenatore di calcio e calciatore italiano († 1976)
- 11 aprile - Reto Rossetti, scrittore e esperantista svizzero († 1994)
- 11 aprile - Bruno Zilli, arbitro di calcio italiano († 1981)
- 12 aprile - Menotti Bugna, allenatore di calcio e calciatore italiano († 1978)
- 12 aprile - Mario Ferrero, calciatore italiano
- 12 aprile - Franz Kapus, bobbista svizzero († 1981)
- 12 aprile - Ottorino Lazzarini, militare italiano († 1936)
- 13 aprile - Carlo Colombo, vescovo cattolico e teologo italiano († 1991)
- 13 aprile - John Norman Davidson Kelly, storico e teologo inglese († 1997)
- 13 aprile - Wim Lagendaal, calciatore olandese († 1987)
- 13 aprile - Attilio Moroni, giurista e teologo italiano († 1986)
- 13 aprile - Gilbert Roylance, calciatore inglese († 1985)
- 13 aprile - Stanisław Ulam, matematico e fisico polacco († 1984)
- 13 aprile - Eudora Welty, scrittrice e fotografa statunitense († 2001)
- 14 aprile - Jessie Cross, velocista statunitense († 1986)
- 14 aprile - Valentina Stepanovna Grizodubova, aviatrice sovietica († 1993)
- 14 aprile - André Jacob, militare e aviatore francese († 1940)
- 14 aprile - Jean Trubert, fumettista e sceneggiatore francese († 1983)
- 14 aprile - Raffaele Leone, politico italiano († 1967)
- 14 aprile - Guido Miotto, militare italiano († 1943)
- 14 aprile - Jack Shaindlin, musicista, compositore e direttore d'orchestra russo († 1978)
- 14 aprile - Eugenio Staccione, calciatore italiano († 1967)
- 14 aprile - Oscar Tarrío, calciatore argentino († 1973)
- 14 aprile - Guglielmo Zanasi, calciatore, allenatore di calcio e dirigente sportivo italiano († 1978)
- 15 aprile - Carlo Prato, pianista, compositore e direttore d'orchestra italiano († 1949)
- 16 aprile - Bep Bakhuys, calciatore olandese († 1982)
- 16 aprile - Carletto Manzoni, scrittore, giornalista e umorista italiano († 1975)
- 16 aprile - Maria Oliva, supercentenaria italiana († 2021)
- 16 aprile - Pierre Pascal, poeta, saggista e iranista francese († 1990)
- 16 aprile - Livio Trevisan, geologo italiano († 1996)
- 16 aprile - Felice da Mareto, religioso italiano († 1980)
- 17 aprile - Enrico Emanuelli, scrittore e giornalista italiano († 1967)
- 17 aprile - Giusto Gervasutti, alpinista italiano († 1946)
- 17 aprile - Mehdi Huseyn, scrittore e drammaturgo azero († 1965)
- 17 aprile - György Hóri, calciatore ungherese († 1975)
- 17 aprile - Manuel Majo, pallanuotista spagnolo († 1955)
- 17 aprile - Jaroslav Moták, calciatore cecoslovacco († 1984)
- 17 aprile - Alain Poher, politico francese († 1996)
- 17 aprile - Aldo Tavella, pittore italiano († 2004)
- 18 aprile - Carlo Bossini, calciatore italiano († 1977)
- 18 aprile - Joyce Cooper, nuotatrice britannica († 2002)
- 18 aprile - Norbert Davis, scrittore statunitense († 1949)
- 18 aprile - Nino Pasti, generale e politico italiano († 1992)
- 18 aprile - Luigi Santomauro, meteorologo e giornalista italiano († 1983)
- 18 aprile - Edoardo Storti, ematologo italiano († 2006)
- 18 aprile - Enrico Viti, fantino italiano († 1984)
- 18 aprile - Constantin Zureyq, politologo siriano († 2000)
- 19 aprile - Boris Blinov, attore sovietico († 1943)
- 19 aprile - Conel Hugh O'Donel Alexander, crittografo e scacchista irlandese († 1974)
- 19 aprile - Olof Stahre, cavaliere svedese († 1988)
- 20 aprile - Guido Alberti, attore italiano († 1996)
- 20 aprile - Otello De Maria, pittore italiano († 2005)
- 20 aprile - Hans Egarter, giornalista e partigiano italiano († 1966)
- 20 aprile - Guglielmo Peirce, pittore, giornalista e scrittore italiano († 1958)
- 20 aprile - George Tomasini, montatore statunitense († 1964)
- 21 aprile - Nikolaj Vladimirovič Dostal', regista cinematografico sovietico († 1959)
- 21 aprile - Giuseppe Gamba, calciatore italiano
- 21 aprile - Józef Kosacki, ingegnere e ufficiale polacco († 1990)
- 21 aprile - Attilio Kossovel, calciatore e allenatore di calcio italiano († 1982)
- 21 aprile - Rollo May, psicologo e insegnante statunitense († 1994)
- 21 aprile - Charles Singleton, critico letterario e italianista statunitense († 1985)
- 21 aprile - Eduard Stiefel, matematico svizzero († 1978)
- 22 aprile - Ralph Byrd, attore statunitense († 1952)
- 22 aprile - Eugenio Colorni, filosofo, politico e antifascista italiano († 1944)
- 22 aprile - Paola Levi-Montalcini, pittrice italiana († 2000)
- 22 aprile - Rita Levi-Montalcini, neurologa italiana († 2012)
- 22 aprile - Lee Lin-Chiu, cantautore taiwanese († 1979)
- 22 aprile - Spyridōn Markezinīs, politico greco († 2000)
- 22 aprile - Indro Montanelli, giornalista, saggista e scrittore italiano († 2001)
- 23 aprile - Michelangelo Borriello, tiratore a segno e dirigente sportivo italiano († 1995)
- 23 aprile - Giovanni Chiasserini, militare e aviatore italiano († 1939)
- 23 aprile - Erick Hawkins, ballerino e coreografo statunitense († 1994)
- 24 aprile - Konrad Frey, ginnasta tedesco († 1974)
- 24 aprile - Bernhard Grzimek, veterinario, etologo e zoologo tedesco († 1987)
- 24 aprile - Werner Jacobs, regista, sceneggiatore e montatore tedesco († 1999)
- 24 aprile - Irven Spence, animatore statunitense († 1995)
- 24 aprile - Stuart Townend, politico, ufficiale e velocista britannico († 2002)
- 25 aprile - John Boxer, attore inglese († 1982)
- 25 aprile - Umberto Favero, calciatore italiano († 1983)
- 26 aprile - Gerty Archimède, politica e avvocata francese († 1980)
- 26 aprile - Ēriks Brēde, calciatore lettone († 1991)
- 26 aprile - Pavel Georgievič Golovin, aviatore sovietico († 1940)
- 26 aprile - Marianne Hoppe, attrice tedesca († 2002)
- 26 aprile - Luigi Marchisio, ciclista su strada italiano († 1992)
- 26 aprile - Ferdinando Truzzi, sindacalista e politico italiano († 2010)
- 27 aprile - Guillermo León Valencia, politico colombiano († 1971)
- 28 aprile - Marjorie Kane, attrice statunitense († 1992)
- 28 aprile - Heinz Steinschulte, cestista tedesco
- 28 aprile - Vincenzo Talarico, giornalista, sceneggiatore e attore italiano († 1972)
- 29 aprile - Tom Ewell, attore statunitense († 1994)
- 29 aprile - Lazăr Sfera, calciatore rumeno († 1992)
- 30 aprile - Fausto Bisantis, avvocato e politico italiano († 1996)
- 30 aprile - Konstantin Raudive, romanziere e filosofo lettone († 1974)
- 30 aprile - Theresa Wallach, motociclista e scrittrice britannica († 1999)